# Ponomarenkoa ellenbergeri
Ponomarenkoa ellenbergeri (лат.) — ископаемый вид ос из семейства дрииниды (Chrysidoidea, Ponomarenkoinae). Юго-восточная Азия. Обнаружены в бирманском янтаре (Мьянма). Возраст бирманского янтаря оценивается, как нижний сеноман, или как верхний альб (около 100 млн лет).

## Описание
Длина 2,7—2,8 мм. Тело коричневого цвета. Усики 10-члениковые, примерно в 5 раз длиннее головы. Самцы крылатые (самки не обнаружены). Голова гладкая и блестящая. Затылочный киль полный. Нижнечелюстные щупики 6-члениковые, нижнегубные состоят из 3 сегментов. Формула шпор голеней: 1-2-2.
Вид назван в честь С. Элленбергера (англ. Mr. Sieghard Ellenberger).
Вместе с видом Ponomarenkoa polonica (Ponomarenko, 1988) (обнаруженным в балтийском янтаре) образуют вымершее подсемейство дриинид Ponomarenkoinae Olmi, 2010.